# Leszek Starczan
Leszek Starczan (ur. 28 listopada 1977 w Oleśnicy) – były polski piłkarz ręczny, grający na pozycji lewoskrzydłowego, reprezentant kraju.

## Sukcesy
- Mistrzostwa Polski:
  -  1998, 2002
  -  2000
- Mistrzostwa Szwajcarii:
  -  2005, 2006, 2007, 2010, 2011, 2012
  -  2008, 2009
- Puchar Szwajcarii:
  -  2004, 2005, 2007, 2008, 2011, 2012